# Kościół św. Bartłomieja Apostoła w Dobryszycach
Kościół świętego Bartłomieja Apostoła – rzymskokatolicki kościół parafialny należący do parafii pod tym samym wezwaniem (dekanat Sulmierzyce archidiecezji częstochowskiej).
Jest to świątynia wybudowana w latach 1829–1830, na miejscu poprzedniej drewnianej budowli. Odnowiona została po pożarze w 1875 roku i konsekrowano ją w 1881 roku.
Kościół wzniesiono na planie prostokąta z wyodrębnionym prezbiterium zwróconym w stronę południową i dwiema zakrystiami. Pod chórem jest umieszczony babiniec i dwa małe pomieszczenia. Budowla jest nakryta dachem dwuspadowym.
Fasada świątyni jest zwieńczona trójkątnym szczytem i ozdobiona czterema kolumnami doryckimi na tle ukośnych przypór, poprzednio podtrzymujących balkon. We wnętrzu jest umieszczona gotycka rzeźba św. Anny Samotrzeć, wykonana w połowie XV wieku.